# Änglakrinum
Änglakrinum (Crinum jagus) är en art i familjen amaryllisväxter från tropiska Afrika. Arten är närstående fönsterkrinum (C. moorei) men saknar, eller har endast kort lökhals, och de doftande blommorna saknar blomskaft.

## Sorter
- 'Noble'
- 'Rattrayi' - har breda och styvt upprätta blad. Blommorna är vita.
- 'Scillifolium' - har smala, styvt upprätta blad och vita blommor.
- 'Vanillodorum' - har breda, vågiga blad. De vita blommornas doft är stark och vaniljliknande.

## Synonymer
För vetenskapliga synonymer, se Wikispecies.